# Borrala yabbra
Borrala yabbra là một loài nhện trong họ Stiphidiidae.
Loài này thuộc chi Borrala. Borrala yabbra được M.R. Gray & H. M. Smith miêu tả năm 2004.